# Malta en el Festival de la Canción de Eurovisión 2010

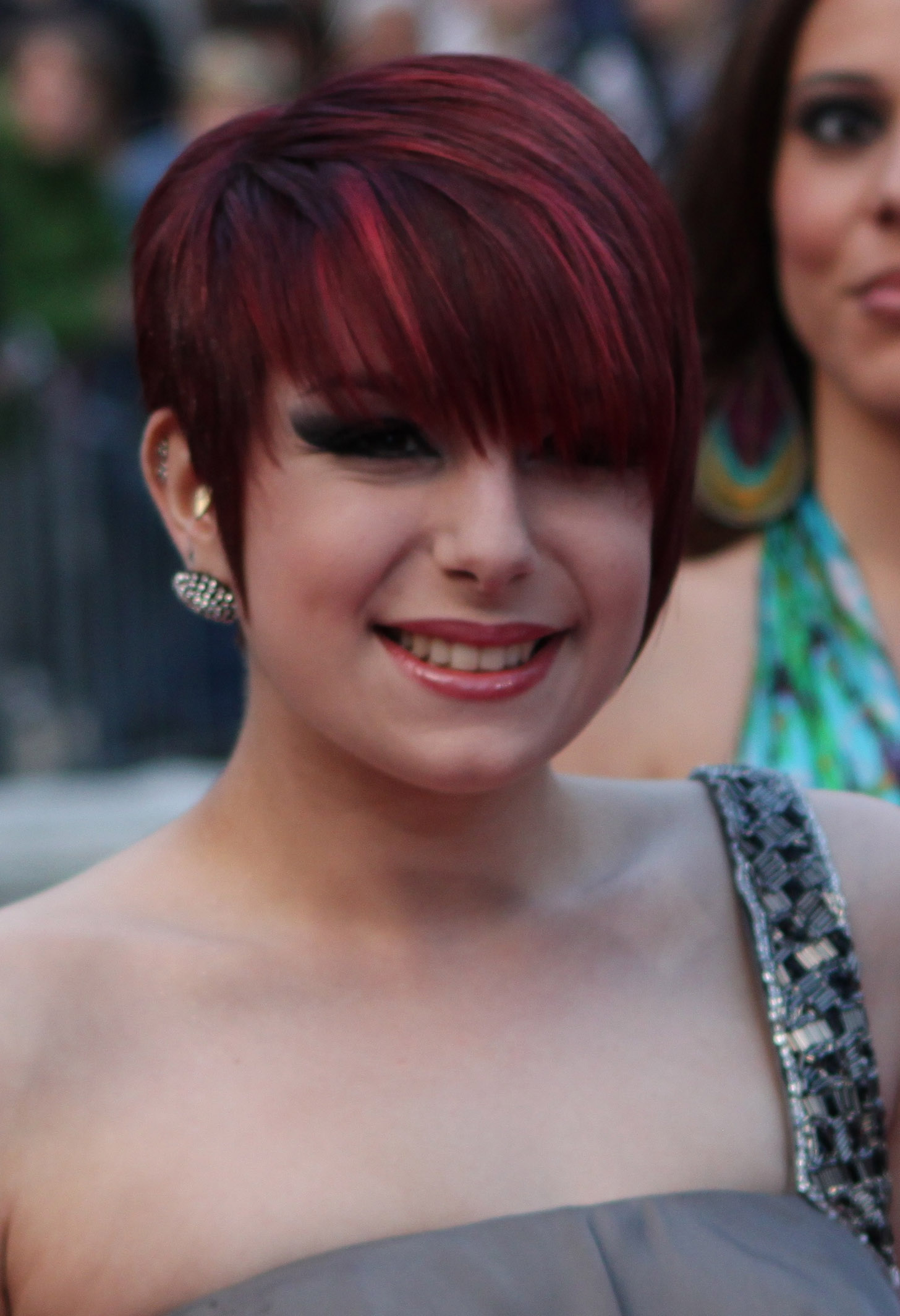
Thea Garrett fue la artista elegida para representar a Malta en el Festival de Canción de Eurovisión 2010.

Malta participó en el Festival de la Canción de Eurovisión 2010 con la canción «My Dream» de Thea Garrett, elegida el 20 de febrero de 2010 por medio de un jurado y televoto. El país utilizó The GO Malta EuroSong 2010. Malta solo pudo conseguir un 22º puesto el año 2009 con Chiara Siracusa en la final, con lo que pasó por la semifinal de 2010, donde quedó en 12.ª posición, con 45 puntos, lo que no le permitió pasar a la final.